# Cardiaderus
Cardiaderus is een geslacht van kevers uit de familie van de loopkevers (Carabidae). De wetenschappelijke naam van het geslacht is voor het eerst geldig gepubliceerd in 1828 door Dejean.

## Soorten
Het geslacht Cardiaderus is monotypisch en omvat slechts de volgende soort:
- Cardiaderus chloroticus (Fischer von Waldheim, 1823)